# Rhabditidae
Rhabditidae là một họ giun tròn. Nó bao gồm Caenorhabditis elegans.

## Chi

Chuyển động của C. elegans

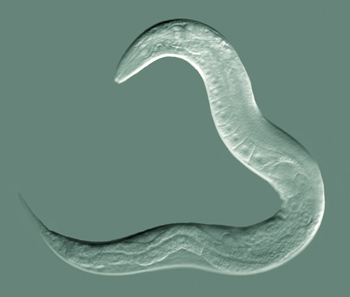
C. elegans lưỡng tính

### Bursilla
- Bursilla monhysteria (Butschli, 1873)

### Caenorhabditis
- Caenorhabditis brenneri Sudhaus & Kiontke, 2007
- Caenorhabditis briggsae
- Caenorhabditis dolichura
- Caenorhabditis elegans Maupas, 1900
- Caenorhabditis rara

### Diploscapter
- Diploscapter bicornis
- Diploscapter coronata (Cobb, 1893)
- Diploscapter lycostoma
- Diploscapter pachys

### Halicephalobus
- Halicephalobus gingivalis (Stefanski, 1954) Andrássy, 1984[1]
- Halicephalobus mephisto Borgonie, García-Moyano, Litthauer, Bert, Bester, van Heerden, Möller, Erasmus & Onstott, 2011 [2]
- Halicephalobus similigaster (Andrássy, 1952)[3]

### Macramphis
- Macramphis stercorarius

### Mesorhabditis
- Mesorhabditis acris
- Mesorhabditis irregularis
- Mesorhabditis oschei
- Mesorhabditis spiculigera

### Neorhabditus
- Neorhabditus flagellicaudatus

### Parasitorhabditus
- Parasitorhabditus acuminati
- Parasitorhabditus crypturgophila
- Parasitorhabditus obtusa
- Parasitorhabditus opaci

### Pelodera
- Pelodera chitwoodi (Bassen, 1940)
- Pelodera conica
- Pelodera kolbi
- Pelodera punctata (Cobb, 1914)
- Pelodera strongyloides
- Pelodera teres (Schneider, 1866)
- Pelodera voelki

### Phasmarhabditis
- Phasmarhabditis hermaphrodita (Schneider)
- Phasmarhabditis neopapillosa

### Poikilolaimus
- Poikilolaimus micoletzkyi
- Poikilolaimus piniperdae

### Protorhabditis
- Protorhabditis anthobia
- Protorhabditis minuta
- Protorhabditis tristis
- Protorhabditis xylocola

### Rhabditis
- Rhabditis aberrans
- Rhabditis marina
- Rhabditis maxima
- Rhabditis sylvatica
- Rhabditis terricola

### Rhabditoides
- Rhabditoides frugicola
- Rhabditoides giardi
- Rhabditoides inermis
- Rhabditoides longispina

### Rhabditophanes
- Rhabditophanes aphodii
- Rhabditophanes insolitus
- Rhabditophanes schneideri

### Rhitis
- Rhitis inermis Andrassy, 1982

### Teratorhabditis
- Teratorhabditis boettgeri
- Teratorhabditis coroniger
- Teratorhabditis dentifera